# Lisbonne-et-Val-du-Tage
Pour les articles homonymes, voir Lisbonne (homonymie).
Lisbonne-et-Val-du-Tage (Lisboa e Vale do Tejo) est une région portugaise (au sens d’aire d’intervention de la CCDR [commission de coordination et de développement régional] et non pas de région NUTS II, en d’autres termes, c’est une région de programme et non pas une région statistique).
Le territoire d’action de la commission de coordination et de développement régional de Lisbonne-et-Val-du-Tage (CCDR-LVT) comprend cinq sous-régions NUTS III alors que la région de Lisbonne (au sens statistique) n’en comprend que deux.

## Lien externe

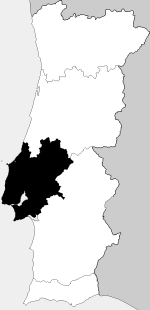
Localisation de la région (de programme) de Lisbonne-et-Val-du-Tage.

Localisation de la région (statistique) de Lisbonne.